# Luz Donoso
Luz Donoso Puelma (Santiago, 1921 - 2008) fue una artista visual chilena, que destacó en el grabado por sus obras gráficas y acciones de arte comprometida con el contexto político. Su compromiso con la situación política de Chile en la dictadura le llevó a defender la frase "dentro y fuera del arte"   

## Formación
Estudió medicina por 4 años en la Universidad de Chile sin llegar a titularse. Estudió grabado en el Taller 99 –junto con Roser Bru, Delia del Carril, Dinora Doudschitzky, entre otras artistas, en el taller que fundó Nemesio Antúnez en 1956– y pintura mural en la Escuela de Bellas Artes de la Universidad de Chile, donde se desempeñó como profesora desde 1971 hasta 1974 cuando fue exonerada por sus relaciones políticas con el Partido Comunista de Chile y por su activa lucha en la defensa de los derechos humanos en dictadura.

## Obra
Su obra visual se enmarca en la práctica del grabado para derivar en acciones de arte e intervenciones en el espacio público, mediante un trabajo colectivo y una experimentación continúa con diferentes técnicas y soportes. En esta línea se inscribe su participación en el Taller de Artes Visuales (TAV), un taller independiente creado en 1974 en Santiago, que funcionó como "un núcleo de producción, difusión y reflexión sobre el grabado y la gráfica". A partir de estos encuentros surgieron relaciones e intercambios con otros artistas, en especial con Elías Adasme y Hernán Parada, con quienes desarrolló una serie de acciones colectivas de apoyo a la Agrupación de Familiares de Detenidos Desaparecidos. 
En la iconografía de su trabajo plástico predominan las referencias al cuerpo y al contexto político. Su obra "Calados para marcar fechas y lugares determinados en la ciudad" (1978) –que se encuentra en la colección del Museo de Arte Contemporáneo de la Universidad de Chile– se compone de una serie de matrices en metal que operan como stencil para grabar imágenes en la ciudad, imágenes que son fragmentos del cuerpo humano.  
Ante la pregunta ¿qué significado posee el cuerpo en su obra?, Donoso responde: 
"Quiero a la condición humana, y me atrae el cuerpo que es lo visible del hombre; siento necesidad de interferir en él. [...] Que sean más idea que realidad, borrar la identidad usando siempre la misma mano... hasta convertir el cuerpo en su propio emblema".
Su obra posee un carácter político, comprometido y colectivo que nos hace pensar "en los modos de representación de la política y en las políticas de la representación", a través de formas e imágenes del cuerpo social chileno. Sus obras se han exhibido en dos exposiciones individuales, la primera en 1976 en el Instituto Chileno Francés de Cultura y, la segunda, el 2011en el Centro de Arte Contemporáneo de Las Condes, ambas en Santiago. Y, también, se han mostrado en exposiciones colectivas de artistas mujeres en el mundo y, en Chile, vinculadas con organismos sociales. 

## Exposiciones colectivas (selección)
- 1963. 1968. 1970. Participa en la Bienal Americana de Grabado, Museo de Arte Contemporáneo y Museo Nacional de Bellas Artes, Santiago de Chile.
- 1976 Exposición individual de trabajos gráficos y objetos en el Instituto Chileno Francés de cultura de Santiago de Chile.
- 1977. Participa en la exposición colectiva “Cuatro grabadores chilenos” en la Galería Cromo, Santiago de Chile.
- 1978. Participa en la exposición colectiva “Recreando a Goya” en el Instituto Goethe, Santiago de Chile.
- 1978. Participa en la realización de la carpeta “30 artistas chilenos en el año de los Derechos Humanos” editada por el Taller de Artes Visuales (TAV).
- 1987. Participa en la exposición colectiva “Mujer, arte y periferia” en el centro Women in Focus Society (WIF), Vancouver Canadá.
- 2011 Exposición individual "Una acción de otro es una obra de la Luz Donoso" de la curadora Paulina Varas en el Centro de Arte Contemporáneo de la Municipalidad de Las Condes en asociación con la Escuela de Arte de la PUC en Santiago de Chile.
- 2012. Su obra participa en la exposición colectiva organizada por la Red Conceptualismos del Sur “Perder la forma humana. Una imagen sísmica de los años ochenta en América Latina” en el Museo Nacional Reina Sofía de Madrid.
- 2015. Su obra participa en la exposición colectiva “Ausencia encarnada. Efimeralidad y colectividad en el arte chileno en los años setenta” de la curadora Liz Munsell en el Museo de la Solidaridad Salvador Allende, Santiago de Chile.
- 2016. Su obra participa de la exposición colectiva “Poner el cuerpo. Llamamientos de arte y política en los años ochenta en América Latina” de las curadoras Javiera Manzi y Paulina Varas en el Museo de la Solidaridad Salvador Allende, Santiago de Chile.
- 2017. Su obra participa en la exposición colectiva “Radical Women: Latin American Art, 1965-1985" de las curadoras Andrea Giunta y Cecilia Fajardo-Hill en el Hammer Museum de Los Ángeles, California.